# Dagur Dan Þórhallsson
Dagur Dan Þórhallsson (Hafnarfjörður, 2 de mayo de 2000) es un futbolista islandés que juega en la demarcación de defensa para el Orlando City SC de la Major League Soccer.

## Selección nacional
Tras jugar en varias categorías inferiores de la selección, finalmente debutó con la selección de fútbol de Islandia el 6 de noviembre de 2022. Lo hizo en un partido amistoso contra Arabia Saudita que finalizó con un resultado de 0-1 a favor del combinado saudita tras un gol de Saud Abdulhamid.

## Clubes
| Club                      | País           | Año       | Partidos | Goles |
| ------------------------- | -------------- | --------- | -------- | ----- |
| KR Haukar                 | Islandia       | 2016      | 6        | 0     |
| Keflavík ÍF               | Islandia       | 2018-2019 | 16       | 1     |
| Mjøndalen IF              | Noruega        | 2019      | 5        | 0     |
| Kvik Halden FK (cedido)   | Noruega        | 2019      | 15       | 5     |
| Mjøndalen IF              | Noruega        | 2020      | 12       | 0     |
| Fylkir Reykjavík (cedido) | Islandia       | 2021      | 23       | 1     |
| Breiðablik UBK            | Islandia       | 2022      | 38       | 11    |
| Orlando City SC           | Estados Unidos | 2023-     | 100      | 8     |